# Scala WW
La Scala WW indica il grado di difficoltà nella navigabilità dei fiumi. Il termine deriva dalla parola inglese Whitewater (acqua bianca), ovvero dalla parola tedesca Wildwasser (acqua selvaggia). La scala è riconosciuta dalla International Canoe Federation (ICF).